# ملاچی بینه
ملاچی بینه (به لاتین: Mollaçıbinə) یک منطقه مسکونی در جمهوری آذربایجان است که در شهرستان بالاکن واقع شده است.